# Georg Wenström
Georg Wenström (Venström enligt Sveriges Dödbok), född 4 juni 1857 i Risinge socken, Östergötlands län, död 25 februari 1927 i Bromma församling, Stockholm var en svensk ingenjör. Han var bror till Jonas Wenström och far till Per Wenström. 

## Biografi
Efter mogenhetsexamen 1876 blev Wenström elev vid Kungliga Tekniska högskolan 1877 och avlade avgångsexamen 1880. Han företog studieresor i utlandet 1880–1881, var elev vid järnvägsbyggnader och verkstäder 1876–1877 och elektrotekniker i Kristiania 1882. Åren 1883–1890 var han chef för Elektriska AB:s i Stockholm maskinverkstad i Arboga och 1889–1890 verkställande direktör i Wenström & Granströms elektriska kraftbolag. Sedan dessa båda företag uppgått i Asea, var han 1891–1903 verkställande direktör i sistnämnda bolag. Han var en av stiftarna av Svenska Metallverken, vars styrelse han i många år tillhörde. År 1912 blev han verkställande direktör i AB Casselli & Granström och 1919 i AB Borensbergs kalkindustrier. Han var verkställande direktör för AB Nynäs Villastad 1904–1906, för AB Fiber från 1904 och ordförande i styrelsen för J.O. Holmers Mekaniska Verkstads AB i Nynäshamn från 1905.